# Uvaria scabra
Uvaria scabra este o specie de plante angiosperme din genul Uvaria, familia Annonaceae, descrisă de Friedrich Anton Wilhelm Miquel. Conform Catalogue of Life specia Uvaria scabra nu are subspecii cunoscute.